# Mirko Petrović-Njegoš
Mirko Petrovitch-Njegos ou Mirko Petrović-Njegoš, (en serbe cyrillique : Мирко Петровић Његош), né le 10 septembre 1820 et mort le 1er août 1867 à Cetinje, appartint à la famille royale du Monténégro. Frère de Daniel Petrovitch-Njegos et père de Nicolas Ier Petrovitch-Njegos, il fut également Grand-duc de Grahovo. Il fut enfin soldat de l'armée monténégrine, diplomate et poète.

## Famille
Le prince Mirko est né de Sava Petrovitch-Njegos et d'Angelika Radamovich.
Le 7 novembre 1840 il épousa Anastasija (Stana) Martinovich (1824-1895). Trois enfants sont nés de cette union :
- Nicolas I Petrovitch-Njegos, roi du Monténégro de 1910 à 1918,
- La princesse Anastasia de Monténégro (†1879), qui épousa Sava Plamenać,
- La princesse Maria de Monténégro, qui épousa Capt. Y. Godević.

Mirko Petrovitch-Njegos est le grand-père de Militza de Monténégro, Anastasia de Monténégro, Hélène de Monténégro, Mirko Dimitri Petrovitch-Njegos, l'arrière-grand-père du grand-duc Roman Petrovich de Russie, l'ascendant de l'actuel chef de la Maison impériale de Russie, le prince Nicolas Romanovitch de Russie.

## Biographie
Chef de l'armée monténégrine, Mirko Petrovitch-Njegos dut sa célébrité à la victoire remportée sur l'armée turque à la bataille de Grahovo, le 1er mai 1858.
En 1862, il est déporté à la suite de la Convention de Scutari, il avait soutenu une insurrection contre l'Empire ottoman.
Son recueil de poésies Junački spomenik (Monument aux Héros) publié dans la capitale monténégrine Cetinje en 1864 glorifia le peuple serbe et monténégrin. Dans cet ouvrage, Mirko Petrovitch-Njegos narre les grandes victoires des Monténégrins remportées sur l'Empire ottoman.

## Publication
- Junački spomenik. (1951; 185 pages) (LCCN 55037918) Cote: PG1418.p. 53 J8

## Source
- (en) Cet article est partiellement ou en totalité issu de l’article de Wikipédia en anglais intitulé « Mirko Petrović-Njegoš » (voir la liste des auteurs).